# Гана (Моравия)
Гана (чеш. Haná) — плодородная низинная область в центральной и северной Моравии в бассейне реки Моравы. Её жители (ганаки) разговаривали на ганацких (центральноморавских) диалектах, ныне практически вытесненных чешским языком, более или менее соответствующим литературной норме.

## Крупные города в Гане
- Оломоуц
- Простеёв
- Пршеров
- Кромержиж
- Товачов